# Moramål
Moramål (mormål) är en nordisk språklig varietet som talas i Mora socken i mellersta delen av Mora kommun i norra Dalarna. Moramålet tillhör de så kallade ovansiljanmålen i övre Dalarna, och är således närmast besläktat med oremål, sollerömål, venjansmål, orsamål, våmhusmål och älvdalsmål.

## Ljudlära

### Vokaler
|              | Främre      | Central | Bakre |
| Sluten       | i y         | ʉ ⟨u⟩   | u ⟨o⟩ |
| Mellansluten | e           |         |       |
| Mellanöppen  | ɛ ⟨ä⟩ œ ⟨ö⟩ |         | ɔ ⟨å⟩ |
| Öppen        |             |         | ɑ ⟨a⟩ |

Moramålet har nio monoftonger som uttalas antingen korta eller långa: ⟨a e i o u y å ä ö⟩. Därtill finns diftongerna ⟨aj⟩ och ⟨åj⟩.

### Konsonanter
|             | Bilabiala | Labiodentala | Alveolara | Retroflex | Palatala | Velara | Glottala |
| Nasal       | m         |              | n         |           |          | ŋ      |          |
| Klusil      | p b       |              | t d       |           |          | k ɡ    |          |
| Frikativ    |           | f (v)        | s         |           |          |        | h        |
| Affrikat    |           |              | tɕ dʑ     |           |          |        |          |
| Approximant | w         |              |           |           | j        |        |          |
| Tremulant   |           |              | r         |           |          |        |          |
| Lateral     |           |              | l         | (ɽ)       |          |        |          |

### Variation
I de nordvästra byarna Östnor, Kråkberg, Öna och Selja-Långlet har äldre /ð/ övergått från frikativa till tremulant (vilket Levander kallar ”ett ytterst egendomligt, r-liknande ljud”) och senare sammanfallit med /r/. Detta ger uttal som tirningg ’tidning’ och bår säjrum ’båda sidor’ (dativ). I övriga byar har äldre /ð/ sammanfallit med /d/.
I de centrala byarna Yvraden, Morkarlby och Utmeland (samt på Sollerön) har [w] övergått helt till [v]. Samma sak har hänt i alla byar öster om Siljan  och där har även vokalen /y/ sammanfallit med /i/.

## Grammatik

### Formlära

#### Substantiv
Moramålet skiljer (likt fornsvenskan) mellan tre genus: maskulinum, femininum och neutrum. Substantiven böjs i numerus (singular/plural), kasus (nominativ/dativ) och bestämdhet (endast i nominativ).
|      |       | Singular | Singular | Plural      | Plural      |
|      | Genus | obest.   | best.    | obest.      | best.       |
| Nom. | m.    | —        | -(e)n    | -är, -e, -Ø | -är, -e, -Ø |
| Nom. | f.    | —        | -e, -u   | -är, -ur    | -är, -ur    |
| Nom. | n.    | —        | -är      | -Ø          | ´-e         |
| Dat. | m.    | -(e/a)m  | -(e/a)m  | -um         | -um         |
| Dat. | f.    | -n       | -n       | -um         | -um         |
| Dat. | n.    | `-e      | `-e      | -um         | -um         |

De två ändelserna ´-e och `-e syftar på ordets tonaccent. Se nedan under tabellen för neutrala substantiv.
|        | Singular      | Singular      | Plural        | Plural        |
| obest. | best.         |               |               |               |
| Nom.   | smir båkka    | smirn båkkan  | smire båkkär  | smire båkkär  |
| Dat.   | smirem båkkam | smirem båkkam | smirum båkkum | smirum båkkum |

|        | Singular    | Singular    | Plural       | Plural       |
| obest. | best.       |             |              |              |
| Nom.   | nål kelda   | nåle keldu  | nålär keldur | nålär keldur |
| Dat.   | nåln keldun | nåln keldun | nålum keldum | nålum keldum |

|        | Singular      | Singular      | Plural        | Plural        |
| obest. | best.         | obest.        | best.         |               |
| Nom.   | bord ljos     | bordär ljosär | bord ljos     | bo´rde ljo´se |
| Dat.   | bo`rde ljo`se | bo`rde ljo`se | bordum ljosum | bordum ljosum |

För neutrala substantiv utgör ordens tonaccent den enda skillnaden mellan former som bo´rde (accent 1/akut accent) och bo`rde (accent 2/grav accent).
Genitiv bildas av dativformerna och suffixet -ås, t.ex. gardemås ’gårdens’, ljosumås ’ljusens’.

#### Pronomen
|          | Subjektsform | Subjektsform | Objektsform | Objektsform |
| Sv.      | Mo.          | Sv.          | Mo.         |             |
| Singular | jag          | Ig, I, e     | mig         | mi, me      |
| Singular | du           | du           | dig         | di, de      |
| Singular | han          | an           | honom       | an          |
| Singular | hon          | o            | henne       | ennä        |
| Singular | det          | ä, er        | det         | ä, er       |
| Plural   | vi           | wir, e       | oss         | wåss        |
| Plural   | ni           | ir           | er          | ir          |
| Plural   | de           | dem          | dem         | dem         |

Formerna e, me och de förekommer i trycksvag (obetonad) ställning. Särskilt e förekommer oftast i omvänd ordföljd:
| då                                     | wir | kamöm | emat | fikköm-e | rer-å ...   |
| när                                    | vi  | kom   | hem  | fick vi  | reda på ... |
| När vi kom hem fick vi reda på ...[10] |     |       |      |          |             |
| men                                         | nug | edd       | då | ig  | gruvar | me  | um ... |
| men                                         | nog | skulle ha | då | jag | gruvat | mig | om ... |
| Men nog skulle jag ha gruvat mig om ...[11] |     |           |    |     |        |     |        |
|          |      | Närliggande        | Närliggande | Mer avlägset | Mer avlägset |
| Genus    | Sv.  | Mo.                | Sv.         | Mo.          |              |
| Singular | m.   | han/den här, denna | isn         | han/den där  | dånda        |
| Singular | f.   | hon/den här, denna | isu         | hon/den där  | dora         |
| Singular | n.   | det här, detta     | ita         | det där      | era          |
| Plural   | alla | de här, dessa      | isä         | de där       | demda        |

Dessa pronomen kan förstärkas med jän(ä) ’här(na)’ eller dan(ä) ’där(na)’:
| ä                                       | wa  | je | sårglen | res  | era-danä  |
| det                                     | var | en | sorglig | resa | det därna |
| Det var en sorglig resa, det därna.[12] |     |    |         |      |           |

### Stavning
Det finns ingen standardiserad stavning, så den uttalsvariation som beskrivs ovan återspeglas ofta i skrift: ⟨r⟩/⟨d⟩ i vissa ord, ⟨w⟩/⟨v⟩ samt ⟨y⟩/⟨i⟩. Stavningen av affrikatorna varierar ofta fritt mellan ⟨tj⟩/⟨dj⟩ och ⟨ts⟩/⟨dz⟩ – ibland i samma text.

## Språkprov
Följande tre språkprov är exempel på den variation som beskrivs ovan och kommer från byarna Öna, Utmeland respektive Noret – en sträcka på ungefär en halvmil.

### Öna
Förändringen äldre /ð/ > /r/ syns i bl.a. werkstarem ’verkstaden’ (dat.), gurfruktun ’gudfruktig’ och lovar ’lövat’ (= samlat löv).
| Moramål (Öna) | Mårfar såt atta werkstarem å djord klukkur, där inte an elld-å stsöted er så ärd gardem til. Kelindje onums wa je lite, kwikk å glar mennests, så jetted Swen-Kari. O wa mytjy gurfruktun å owanli bra tä sjungga. E minns, ur o arbeted min spåråm å jennståndjen attånar stugun å brot upp stubba å odled jett sturt styttsä. Å sä så figd I ån bort å lov millmar upe Okbjär. El dajen, trakst o add lovar-i settsen å tä slut sitt-å, att men gäslkupp wa rikti full, sjungged o dån jen såndjen ettär odram.                                          |
| Svenska       | Morfar satt i verkstaden och gjorde klockor, när han inte höll på att sköta det som hörde till gården. Hans fru var en liten, kvick och glad människa som hette Sven-Karin. Hon var mycket gudfruktig och ovanligt bra på att sjunga. Jag minns hur hon arbetade med spade och järnspett bakom stugan och bröt upp stubbar för att odla ett stort stycke. Ibland följde jag med henne för att repa löv i Oxberg. Hela dagen, tills hon hade fyllt sin säck med löv och sett efter att min påse var riktigt full, sjöng hon den ena sången efter den andra. |

### Utmeland
| Moramål (Utmeland) | Varu så ed snart tog slut å, va lampålju, fotogen, kållum vi ed nu fö tidi. Ed djick int tä tjöp lampålju fö peninggär, å ändå va fok tvundjigär tä a o, då int ed fanns no ana tä lys si min. In i stugun djick ed nug tä krånggäl si fram uppå no vis, männ ed va sämmär öjti fjåsi tä red si, då ostn kam å ed vart mörkt vi tri- fyrtidi um ättärmidajän.                                      |
| Svenska            | En vara som snart tog slut var lampolja – "fotogen" kallar vi det nu för tiden. Det gick inte att köpa lampolja för pengar, och ändå var folk tvungna att ha det, eftersom det inte fanns något annat att lysa med. Inne i stugan gick det nog att krångla sig fram på något vis, men det var värre att reda sig ute i ladugården när hösten kom och det blev mörkt vid tre fyra på eftermiddagen. |

### Noret
Förändringen /y/ > /i/ syns i alldeles tister ’alldeles tysta’.
| Moramål (Noret) | Då mej mona va je ungg kulla, add o å Britås-Anna väri bort-i jänn gard å våkå fredasnåt. Uppå vejän em skuld dem go föbi jänn ös-gard, å ä va ländj sä, ä add bott nå fok dar. Då dem djikk föbi, fikk dem sjå jett tända ljos i fönstri. Dem vart rädigär å alldeles tister, fö dem add gått å småprata. Jänn bra bit darifrå fingg dem mål i munnim. Britås-Anna sejd a mona: "Såg du?" å mona svärä: "Ja, såg dug og?". Dem trodd att ä va jett fegljos.               |
| Svenska         | När min mamma var en ung flicka hade hon och Britås-Anna varit i en gård för att vaka fredagsnatt. På vägen hem skulle de gå förbi en ödegård, och det var länge sedan det hade bott folk där. När de gick förbi såg de ett tänt ljus i fönstret. De blev rädda och alldeles tysta, för de hade gått och småpratat. En bra bit därifrån fick de mål i mun. Britås-Anna sa till mamma: "Såg du?" och mamma svarade: "Ja, såg du också?". De trodde att det var ett fegljus. |